# راي غريني (لاعب اللاكروس)
راي غريني (بالإنجليزية: Ray Greene)‏ هو لاعب اللاكروس أمريكي، ولد في 1923 في بالتيمور في الولايات المتحدة، وتوفي في 16 فبراير 1987.